# The Voices
The Voices é um filme de terror de comédia negra coproduzido pela Alemanha e Estados Unidos, dirigido por Marjane Satrapi e lançado em 2014.